# Yamanote Line Museum
Yamanote Line Museum（やまのて らいん みゅーじあむ）はJR東日本が山手線の駅を起点とし、上野駅、高田馬場駅、新橋駅、中野駅、四ツ谷駅、東京駅、秋葉原駅などで絵画の展示・販売を行うミュージアム。

## 沿革
2021年11月13日に上野駅公園口改札内の連絡通路に期間限定のミュージアム「YAMANOTE LINE MUSEUM」を開設。同月25日には高田馬場駅構内のコーヒーショップ内に併設する形で「ToMoRrow Gallery」が開設された。その後新橋駅、中野駅および四ツ谷駅にて「ToMoRrow Gallery」が開設されたが、2023年3月28日に山手線の駅のミュージアムは「Yamanote Line Museum」に統一し、山手線以外の駅は、「YLM（駅名）」に変更された。
2023年8月29日、「YAMANOTE LINE MUSEUM POP」が開催され、2024年2月まで山手線18駅でアート作品が巡回展示された。
2024年2月8日には第2回目となる「YAMANOTE LINE MUSEUM POP」が開催され、山手線23駅でアート作品が巡回展示されている。

## 展示内容
- 2022年7月16日 : 高田馬場駅 - べくして侭（まま）よ whatever by 佐藤 豊（グラフィックデザイナー）
- 2022年8月18日 : 上野駅公園口 - UENO ART WALL by NiJi$uKe / curated by NOMAL
- 2022年11月23日 : 高田馬場駅 - できるだけながく息をはく by 伊藤瑞生
- 2022年12月23日 : 中野駅 - 6名のアーティストによる中野駅や駅を走る電車をイメージしたオリジナル作品を展示
- 2022年3月24日 : 新橋駅 - アートが買えるエキナカ空間
- 2023年2月20日 : 上野駅公園口 - 走って舞って｜Run and Soar unintentionally byいくらまりえ
- 2023年3月1日 : 中野駅 - 駅や電車をイメージしたオリジナル作品
- 2023年3月8日 : 四ツ谷駅 - 廃棄物を、宝物に。
- 2023年3月21日 : 高田馬場駅 - そっちと、ここ! by 宮内柚
- 2023年6月17日 : 上野駅正面玄関口ガレリア - SDGs × ARTs Geidai
- 2023年7月1日 : 中野駅 - 愛らしくもユーモラスな色鉛筆画作品
- 2023年7月4日 : 四ツ谷駅 - アーティスト「Hamagon」のガラス作品
- 2023年7月7日 : 新橋駅 - 廃棄物を、宝物に。
- 2023年7月28日 : 東京駅 STATION DESK グランスタ丸の内 - 廃棄物を、宝物に。
- 2023年8月1日 : 上野駅公園口 - We are -Ueno
- 2023年8月25日 : 秋葉原駅 - アーティスト「mitaka」のイラスト作品
- 2023年8月29日 : 巡回展（全18駅） - Yamanote Line Museum POP
- 2023年9月22日
  - 高田馬場駅 - Hello Song by 吉野マオ
  - 上野駅正面玄関口ガレリア - 2023藝祭展
- 2024年1月13日
  - 東京駅 STATION DESKグランスタ丸の内 - アーティスト細谷みづきの作品を展示
  - 新橋駅 - アーティスト伊藤久美子の作品を展示
  - 四ツ谷駅 - アーティスト佐々木怜央の作品を展示
- 2024年2月8日
  - 巡回展（全23駅） - Yamanote Line Museum POP
  - 秋葉原駅6番線コンコース - 今村幸次郎、YU IMAMURAのイラスト作品を展示
  - 田町駅 - アーティスト⼤野幸子の作品を展示
  - 上野駅公園口 - アーティスト神山麗子作品を展示
  - 日暮里駅 - 猫をモチーフにしたイラスト作品を展示
  - 秋葉原駅 2F中央・総武線通路 - 恐竜画家CANのイラスト作品を展示
  - 神田駅 - イラストレーターA.YAMIのイラスト作品を展示